# Mondon (ort)
Mondon är en ort i Burkina Faso.   Den ligger i regionen Cascades, i den sydvästra delen av landet, 400 km väster om huvudstaden Ouagadougou. Mondon ligger 458 meter över havet och antalet invånare är 1 276.
Terrängen runt Mondon är huvudsakligen platt, men söderut är den kuperad. Närmaste större samhälle är Orodara, 16,9 km nordväst om Mondon.
Omgivningarna runt Mondon är huvudsakligen savann. Runt Mondon är det ganska glesbefolkat, med 43 invånare per kvadratkilometer.